# Jean-Baptiste Lamy
Jean-Baptiste Lamy (11. října 1814, Lempdes, dep. Puy-de-Dôme, Francie – 13. února 1888, Santa Fe, USA) byl římskokatolický duchovní francouzského původu, první apoštolský vikář a následně arcibiskup v novomexickém Santa Fe. Jeho osudy zpracovala americká spisovatelka Willa Catherová ve svém románu Smrt si jde pro arcibiskupa.